# E. J. Coles & Company
E. J. Coles & Company war ein britischer Hersteller und Importeur von Automobilen.

## Unternehmensgeschichte
Herr Coles gründete 1901 das Unternehmen. Der Sitz war an der Princes Street im Londoner Stadtteil Upper Holloway. Das Produktionswerk befand sich allerdings im schweizerischen Tägerwilen. 1901 begann die Produktion von Automobilen. Der Markenname lautete Belle. 1903 endete die Produktion. Fahrzeuge anderer Hersteller wurden noch 1904 angeboten.

## Fahrzeuge
Der erste Belle hatte einen Einzylindermotor mit 6 PS Leistung, der unter einer kurzen Motorhaube montiert war. Das Lenkrad befand sich in Fahrzeugmitte. Die Tonneaukarosserie war für die Fondpassagiere über eine Hecktür erreichbar. Später leistete der Motor 8 PS.
Außerdem bot das Unternehmen die Modelle 6 HP, 7 HP, 10 HP, 12 HP, 22 HP und 24 HP von unbekannten Herstellern an.
Das Auktionshaus H&H Classics Limited versteigerte am 24. April 2014 einen restaurierungsbedürftigen 6/8 HP ohne Motor von etwa 1901 für 21.280 Pfund Sterling.